# Gagrella wangi
Gagrella wangi is een hooiwagen uit de familie Sclerosomatidae.